# Alyssa Anderson
Alyssa Jean Anderson (Santa Clara (Californië), 30 september 1990) is een Amerikaanse voormalige zwemster die haar vaderland vertegenwoordigde tijdens de Olympische Zomerspelen 2012 in Londen. Ze is de oudere zus van zwemster Haley Anderson.

## Carrière
Bij haar internationale debuut, op de wereldkampioenschappen zwemmen 2009 in Rome vormde Anderson samen met Ariana Kukors, Dagny Knutson en Lacey Nymeyer een team in de series. In de finale sleepten Kukors en Nymeyer samen met Dana Vollmer en Allison Schmitt de zilveren medaille in de wacht. Voor haar inspanningen in de series ontving Anderson eveneens een zilveren medaille.
Tijdens de Olympische Zomerspelen van 2012 in Londen zwom de Amerikaanse samen met Lauren Perdue, Shannon Vreeland en Dana Vollmer in de series van de 4x200 meter vrije slag, in de finale veroverden Vreeland en Vollmer samen met Missy Franklin en Allison Schmitt de gouden medaille. Vanwege haar deelname aan de series mocht zij ook de gouden medaille in ontvangst nemen.

## Internationale toernooien
| Jaar | Olympische Spelen                                 | WK langebaan                                       | WK kortebaan  | PanPacs       | Pan-Ams       |
| ---- | ------------------------------------------------- | -------------------------------------------------- | ------------- | ------------- | ------------- |
| 2009 |                                                   | 4x200 m vrije slag · Anderson zwom enkel de series |               |               |               |
| 2010 |                                                   |                                                    | geen deelname | geen deelname |               |
| 2011 |                                                   | geen deelname                                      |               |               | geen deelname |
| 2012 | 4x200m vrije slag · Anderson zwom enkel de series |                                                    | geen deelname |               |               |
| 2013 |                                                   | geen deelname                                      |               |               |               |

## Persoonlijke records
Bijgewerkt tot en met 27 juni 2012

### Langebaan
| Afstand         | Tijd    | Datum        | Plaats |
| --------------- | ------- | ------------ | ------ |
| 200m vrije slag | 1.58,09 | 27 juni 2012 | Omaha  |
| 400m vrije slag | 4.09,49 | 30 juni 2008 | Omaha  |